# Camponotus fastigatus
Camponotus fastigatus é uma espécie de inseto do gênero Camponotus, pertencente à família Formicidae.